# Ropczyce (gromada)
Ropczyce – dawna gromada, czyli najmniejsza jednostka podziału terytorialnego Polskiej Rzeczypospolitej Ludowej w latach 1954–1972.
Gromady, z gromadzkimi radami narodowymi (GRN) jako organami władzy najniższego stopnia na wsi, funkcjonowały od reformy reorganizującej administrację wiejską przeprowadzonej jesienią 1954 do momentu ich zniesienia z dniem 1 stycznia 1973, tym samym wypierając organizację gminną w latach 1954–1972.
Gromadę Ropczyce z siedzibą GRN w mieście Ropczycach (nie wchodzącym w jej skład) utworzono 1 stycznia 1969 w powiecie ropczyckim w woj. rzeszowskim przez połączenie zniesionych gromad Witkowice i Okonin (bez wsi Łączki Kucharskie) w jedną jednostkę o nazwie gromada Ropczyce. Dla gromady ustalono 27 członków gromadzkiej rady narodowej.
Gromada przetrwała do końca 1972 roku, czyli do kolejnej reformy gminnej. 1 stycznia 1973 w powiecie ropczyckim reaktywowano zniesioną w 1954 roku gminę Ropczyce (w latach 1937-54 gmina Ropczyce znajdowała się w powiecie dębickim, a od 1999 znajduje się w powiecie ropczycko-sędziszowskim w woj. podkarpackim).